# Lijst van Stolpersteine in Heerenveen
De lijst van Stolpersteine in Heerenveen geeft een overzicht van de gedenkstenen die in de gemeente Heerenveen in de Nederlandse provincie Friesland zijn geplaatst in het kader van het Stolpersteine-project van de Duitse beeldhouwer-kunstenaar Gunter Demnig.
Stolpersteine zijn opgedragen aan slachtoffers van het nationaalsocialisme, al diegenen die zijn vervolgd, gedeporteerd, vermoord, gedwongen te emigreren of tot zelfmoord gedreven door het nazi-regime. Demnig legt voor elk slachtoffer een aparte steen, meestal voor de laatste zelfgekozen woning.
Omdat het Stolpersteine-project doorloopt, kan deze lijst onvolledig zijn.

## Stolpersteine
In Heerenveen liggen dertien Stolpersteine op zes adressen. Ze zijn een initiatief van de Stichting Historie Heerenveen..

### Heerenveen
| Afbeelding | Inscriptie                                                                                              | Adres                       | Herdachte persoon                    |
| ---------- | --- | --------------------------- | ------------------------------------ |
|            | HIER WOONDE JOHANNA BLOCH GEB. 1856 VERNEDERD OVERLEDEN 2-2-1941 HEERENVEEN                             | Schoolsteeg 4               | Johanna Bloch (1856-1941)            |
|            | HIER WOONDE GERRIT LEEFSMA GEB. 1883 VERMOORD 28-5-1943 SOBIBOR                                         | Asterstraat 17              | Gerrit Leefsma (1883-1943)           |
|            | HIER WOONDE HEIMAN PH. LEEFSMA GEB. 1908 VERMOORD 23-4-1943 SOBIBOR                                     | Asterstraat 17              | Heiman Philip Leefsma (1908-1943)    |
|            | HIER WOONDE IZAAK LEEFSMA GEB. 1911 VERMOORD 8-2-1943 AUSCHWITZ                                         | Asterstraat 17              | Izaak Leefsma (1911-1943)            |
|            | HIER WOONDE MAGALINA B. LEEFSMA GEB. 1917 VERMOORD 29-10-1942 AUSCHWITZ                                 | Asterstraat 17              | Magalina Beeltje Leefsma (1917-1942) |
|            | HIER WOONDE REINA LEEFSMA-VAN DAM GEB. 1879 VERMOORD 28-5-1943 SOBIBOR                                  | Asterstraat 17              | Reina Leefsma-van Dam (1879-1943)    |
|            | HIER WOONDE SALOMON VAN LOON GEB. 1876 VERMOORD 23-11-1942 AUSCHWITZ                                    | Molenstraat 8               | Salomon van Loon (1876-1942)         |
|            | HIER WOONDE JELTJE VAN LOON-SMEER GEB. 1879 VERMOORD 23-11-1942 AUSCHWITZ                               | Molenstraat 8               | Jeltje van Loon-Smeer (1879-1942)    |
|            | HIER WOONDE MAX. J. ROEPER GEB. 1901 VERMOORD 11-1-1944 AUSCHWITZ                                       | Oude Koemarkt 6             | Max Jacques Roeper (1901-1944)       |
|            | HIER WOONDE ARON SMEER GEB. 1873 VERMOORD 21-1-1943 AUSCHWITZ                                           | Schoolsteeg 4               | Aron Smeer (1873-1943)               |
|            | HIER WOONDE MIETJE SMEER-SLAGER BEZWEKEN 25-12-1942 WESTERBORK                                          | Schoolsteeg 4               | Mietje Smeer-Slager (1870-1942)      |
|            | HIER WOONDE SALOMON MACHIEL NOACH GEB. 1879 ONDERGEDOKEN 1942 ZIEKENHUIS HEERENVEEN OVERLEDEN 3-12-1944 | Burgemeester Falkenaweg 131 | Salomon Machiel Noach (1879-1944)    |
|            | HIER WOONDE SAMUËL WOLF GEB. 1881 VERNEDERD OVERLEDEN 12-10-1941 HEERENVEEN                             | Lindegracht 13              | Samuël Wolf (1881-1941)              |

## Data van plaatsingen
- 12 april 2022: twaalf Stolpersteine op Asterstraat 17, Lindegracht 13, Molenstraat 8, Oude Koemarkt 6, Schoolsteeg 4
- 15 april 2025: een Stolperstein op Burgemeester Falkenaweg 131